# Christian de Castries
Christian Marie Ferdinand de la Croix de Castries (11. srpna 1902 – 29. července 1991) byl francouzský důstojník a generál, velitel v bitvě u Dien Bien Phu v roce 1954.

## Životopis
Narodil se ve význačné vojenské rodině a ve věku 19 let vstoupil do armády. Byl poslán do jezdecké školy v Saumuru a v roce 1926 byl povýšen na důstojníka, ale později rezignoval a věnoval se jezdeckým sportům. K armádě se vrátil na začátku druhé světové války, byl zajat (1940), uprchl z německého zajateckého tábora (1941) a bojoval se spojeneckými silami v severní Africe, Itálii, na jihu Francie a konečně během invaze do jižního Německa. Válku ukončil velením 3. regimentu marockých Spahi (mechanizovaná kavalérie), jehož čepici měl později nosit po celou dobu své služby v Indočíně.
V roce 1946 se stal podplukovníkem, byl poslán do Indočíny. Byl zraněn a strávil rok rekonvalescencí ve Francii, než se vrátil do Vietnamu jako plukovník. V prosinci 1953 byl pověřen obranou Dien Bien Phu proti Viet Minhu . Po osmitýdenním obléhání byla posádka poražena a Castries byl povýšen na brigádního generála. Francouzi byli překonáni silami Viet Minhu dne 7. května 1954, čímž ukončili první válku v Indočíně a přítomnost Francie v jihovýchodní Asii. Čtyři měsíce byl de Castries vězněn, než bylo v Ženevě dosaženo příměří.
Po návratu do Francie byl de Castries jmenován velením 5. obrněné divize, poté byl umístěn v západním Německu. Po dopravní nehodě v roce 1959 odešel z armády. Následně vedl recyklační firmu. Zemřel v Paříži 29. července 1991.